# غوستافو باروس سشيلوتو
غوستافو باروس سشيلوتو (بالإسبانية: Gustavo Barros Schelotto)‏ هو مدرب كرة قدم ولاعب كرة قدم أرجنتيني في مركز الوسط، ولد في 4 مايو 1973 في لابلاتا في الأرجنتين. لعب مع أليانزا ليما وبوكا جونيورز وجيمناسيا لابلاتا وروزاريو سنترال ونادي راسينغ ونادي فياريال ويونيون دي سانتا في.